# Estadio de Magnesia
El Estadio de Magnesia fue un antiguo estadio romano situado en la ciudad de Magnesia del Meandro, en Asia Menor, Turquía.
Se construyó en época romana, probablemente en el I, y se reconstruyó en el siglo II d. C.
El estadio estaba situado en el suroeste de la ciudad amurallada. Estaba construido de norte a sur en un valle entre colinas, donde su graderío aprovechaba las pendientes naturales. El edificio era un típico estadio griego en forma de U, orientado hacia el norte. La longitud del terreno de juego era de 189 m. El aforo del estadio se estimaba en torno a 30 000-40 000.
Las excavaciones del estadio no se han llevado a cabo hasta mediados del siglo XX. Solo se ha excavado parcialmente, pero está excepcionalmente bien conservado